# Bogdan Sawicki (prawnik)
Bogdan Jan Sawicki (ur. 13 maja 1927 w Turku, zm. 24 czerwca 1994) – polski adwokat i działacz partyjny, wiceprezes Najwyższej Izby Kontroli (1981–1989). 

## Życiorys
W 1952 ukończył studia prawnicze na Uniwersytecie Poznańskim, po czym praktykował jako adwokat w Turku (był m.in. kierownikiem Powiatowego Zespołu Adwokackiego w latach 1969–1975). Od połowy lat 50. zasiadał w samorządach: w Powiatowej Radzie Narodowej w Turku (1954–1957; 1970–1975 – w ostatnim okresie jej wiceprzewodniczący) oraz Wojewódzkiej Radzie Narodowej w Poznaniu (1957–1961). Od 1977 do 1981 pełnił obowiązki przewodniczącego Wojewódzkiego Komitetu SD w Koninie. W 1981 został mianowany wiceprezesem Najwyższej Izby Kontroli z ramienia SD. 
Został pochowany na Starym Cmentarzu Parafialnym w Turku. 

## Odznaczenia
Odznaczony Krzyżem Komandorskim i Kawalerskim Orderu Odrodzenia Polski, Złotym Krzyżem Zasługi, Odznaką Za Zasługi dla Województwa Konińskiego, a także Orderem Sztandaru Pracy II klasy.